# Heide Dienst
Heide Dienst (* 27. Juli 1939 in Wien) ist eine österreichische Historikerin. Sie lehrte von 1987 bis 2007 als Professorin für österreichische Geschichte am Institut für Österreichische Geschichtsforschung in Wien. In der Fachwelt trat sie mit Veröffentlichungen und Editionen zu den Babenbergern hervor.

## Leben und Wirken
Dienst studierte Geschichte, klassische Philologie und Kunstgeschichte an der Universität Wien und erwarb 1965 das Doktorat der Philosophie. Sie wurde 1965 mit der Arbeit Studien zur österreichischen Landesgeschichte und ihren Quellen in der Zeit Markgraf Leopolds III. promoviert – publiziert unter dem Titel: Babenberger-Studien. Niederösterreichische Traditionsnotizen als Quellen für die Zeit Markgraf Leopolds III. Dienst habilitierte sich 1984 mit der Arbeit Regionalgeschichte und Gesellschaft im Hochmittelalter am Beispiel Österreichs und wurde 1987 Professorin für österreichische Geschichte am Institut für Österreichische Geschichtsforschung der Universität Wien. Im Jahr 2007 wurde sie emeritiert.
Ihre Forschungsschwerpunkte sind Historische Hilfswissenschaften wie Quellenkunde und Diplomatik, sowie Sozial- und Kulturgeschichte im Mittelalter und in der frühen Neuzeit, Frauenforschung, feministische Mediävistik, Landeskunde und Verfassungsgeschichte. Ihr wurde 1984 der Kardinal-Innitzer-Förderungspreis für Geisteswissenschaften und 2001 der Wissenschaftspreis des Landes Niederösterreich verliehen.

## Schriften (Auswahl)
Editionen
- Mitarbeit bei Heinrich Fichtenau: Urkundenbuch zur Geschichte der Babenberger in Österreich. Band IV/1: Ergänzende Quellen 976–1194. Verlag Oldenbourg, München/Wien 1968.
- mit Christian Lackner: Urkundenbuch zur Geschichte der Babenberger in Österreich. Band IV/2: Ergänzende Quellen 1195–1287. Verlag Oldenbourg, Wien/München 1997, ISBN 3-486-56291-6.

Monographien
- Agnes. Herzogin-Markgräfin, Ehefrau und Mutter. Österreichischer Bundesverlag, Wien 1985, ISBN 3-215-05911-8.
- Die Schlacht an der Leitha 1246. Österreichischer Bundesverlag, Wien 1986, ISBN 3-215-02786-0.
- Regionalgeschichte und Gesellschaft im Hochmittelalter am Beispiel Österreichs. (= Mitteilungen des Instituts für Österreichische Geschichtsforschung Ergänzungsband. Bd. 27). Böhlau, Wien u. a. 1990, ISBN 3-205-08414-4.

Herausgeberschaften
- mit Edith Saurer: „Das Weib existiert nicht für sich.“ Geschlechterbeziehungen in der bürgerlichen Gesellschaft. Verlag für Gesellschaftskritik, Wien 1990, ISBN 3-85115-123-2.
- Hexenforschung aus österreichischen Ländern. Lit, Wien/Münster 2009, ISBN 978-3-7000-0904-7.